# Георги Абаджията
Георги Стоицев (Стоичков) Абаджиев, известен като Абаджията, e български националреволюционер от Вътрешната революционна организация, куриер на Софийския частен революционен комитет.

## Биография
Роден е през 1848 година в Горна Джумая. Служи като псалт в църквата „Света Неделя“ и подпомага създаването на книжовната сбирка към нея. Притежава книжарница в хана на Карадимитър Тахов на Ломско шосе в Драз махала при днешния Лъвов мост.
Куриер е на основания от Васил Левски Софийски частен революционен комитет. Заловен е от властите и обесен на 15 ноември 1877 година заедно с Никола Чолака, Киро Геошев и Стоян Книжар в София само месец и половина, преди руските войски да освободят София. Загива на 29-годишна възраст и е най-младият от обесените. Лобното му място е до дюкяна му при Канлъ река.
Дик де Лонли, кореспондент на вестник „Монд Илюстре“ и вестник „Монитор Юниверсел“, пише, най-вероятно за Георги Стоичков, че „едно момче от осъдените пеело славянска патриотична песен пред бесилката“.
На лобното му място на Лъвов мост след Освобождението е планиран грандиозен мемориален комплекс. От него е осъществен Лъвовият мост, където четирите лъва символизират четиримата обесени. Поставена е и паметна плоча с три знаменни пилона.